# FK Gara Altyn
FK Gara Altyn Balkanabat är en turkmenisk fotbollsklubb från staden Balkanabat. Fram till säsongen 2008 spelade klubben i högstaligan, Ýokary Liga. Till säsongen 2011 flyttades man upp igen och spelade säsongen i högstaligan. Klubben slutade den säsongen näst sist, och höll sig egentligen kvar i ligan men valde att dra sig ur innan säsongen 2012 startat. Hemmaarena är Balkanabatstadion som har en kapacitet på 10 000 åskådare.